# Río Emil
 
El río Emil ( en kazajo: Еміл, Emıl; en ruso: Эмель Emel ) o Emin ( en chino simplificado, 额敏河; pinyin, Émǐn hé), también escrito Emel, Imil, etc., es un río en China y Kazajistán. Fluye a través de la prefectura de Tacheng (Tarbagatay) de la Región Autónoma Uigur de Xinjiang de China y la Provincia de Kazajistán Oriental de Kazajistán, y es uno de los principales afluentes del lago Alakol.
El río Emil es el principal curso de agua del valle de Emin, la llanura delimitada por las montañas Tarbagatai al norte y las montañas Barlyk (en chino simplificado, 巴尔鲁克山; pinyin, Bā'ěrlǔkè Shān) en el sureste y el lago Alakol en el oeste. Las cabeceras del Emil son dos arroyos, el Sary Emil ("Emil Amarillo") y Kara Emil ("Emil Negro"), que nacen cerca de la frontera chino-kazaja en las montañas Tarbagatai, cerca del cruce de Tarbagatai con las montañas Saur. Los dos Emils fluyen en dirección oeste-suroeste, uniéndose finalmente, en el condado de Dörbiljin (que en chino se denomina condado de Emin, en honor al río). El río continúa su curso hacia el oeste, siguiendo en su mayor parte los límites de la ciudad de Tacheng y el condado de Yumin. El Emil cruza la frontera sino-kazaja y tras un corto tramo en Kazajistán desemboca en el lago Alakol, donde forma un pequeño delta. La longitud total del serpenteante río se estima en 250 kilómetros, de los cuales 180 kilómetros corresponden a China y 70 kilómetros a Kazajistán.
La ciudad de Emin, capital del condado de Emin, está situada en el valle del río Emil.
Al igual que el Ili, mucho mayor y más conocido, el Emil recibe la mayor parte de su agua de las montañas del lado chino de la frontera y es esencial para el equilibrio hídrico de un gran lago de Kazajistán (el Alakol en el caso del Emil, el Balkhash para el Ili). Por consiguiente, la gestión de sus aguas dentro de China también preocupa a Kazajistán y es objeto de interacción entre las autoridades de ambos países.